# 몬도비 전투
몬도비 전투(1796년 4월 21일, 프랑스어: Bataille de Mondovi)는 나폴레옹 보나파르트 장군이 이끄는 프랑스군과 콜리 장군의 사르데냐 군의 싸움이자 나폴레옹의 이탈리아 원정 두 번째 전투였다. 나폴레옹은 약 17,500명에 이르는 병력으로, 피에몬테 평원에서 콜리 장군 휘하의 약 13,000 병력을 상대하였다. 나폴레옹은 원정 시작 이래 처음으로 진격을 저지당했지만, 결국 프랑스군은 사르데냐 군을 힘으로 돌파하여 승리하였다.

## 참조
- Boycott-Brown, M. The Road to Rivoli, Napoleon's First Campaign. London, Cassell, 2001.